# Siliconi

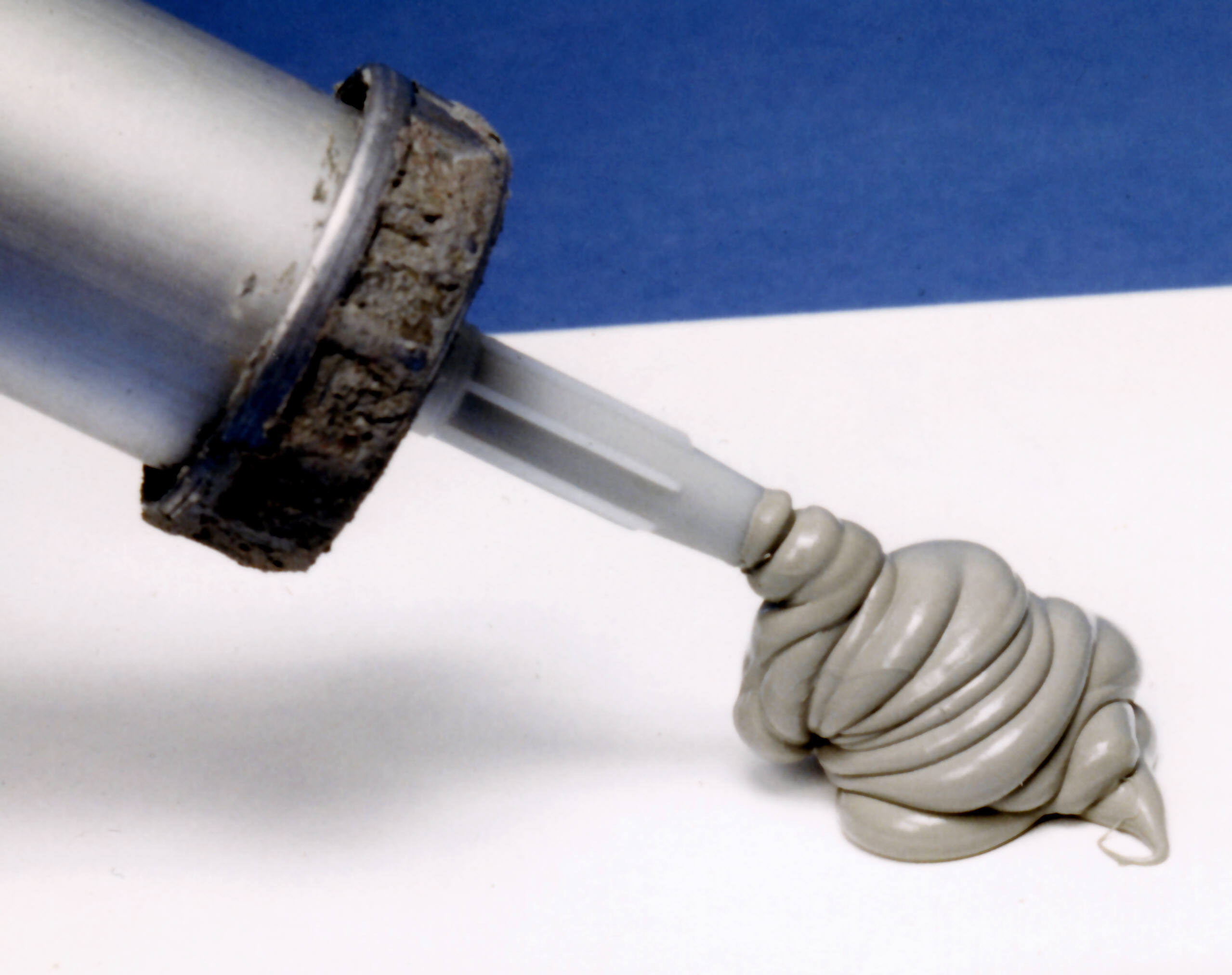
Sigillante siliconico

I siliconi (o polisilossani) sono polimeri basati su una catena inorganica silicio-ossigeno e gruppi funzionali organici (R) legati agli atomi di silicio. Il silicone fu sintetizzato nel 1907 da Frederick Kipping.

## Classificazione
A seconda della lunghezza della catena silossanica, della sua ramificazione e dei gruppi funzionali, si possono ottenere numerosi materiali dalle più varie caratteristiche.
In commercio si trovano siliconi della più varia consistenza, dall'oleoso al gommoso, che possono essere divisi in varie classi di applicazione, come:
- liquidi
- emulsioni
- composti
- lubrificanti
- resine
- elastomeri
- plastiche

## Descrizione
Il termine inizialmente indicava i composti aventi formula generica {\displaystyle {\ce {R2Si=O}}}, in analogia ai chetoni, e si riteneva che potessero essere isolati come composti monomerici. Dopo la scoperta della vera struttura il nome è rimasto in uso, e lo è tuttora, per indicare gli organopolisilossani. 

### Polimerizzazione
Per reazione diretta tra silicio e cloruro di metile si ottiene dimetilclorosilano più altri distillati. Per successiva idrolizzazione del dimetilclorosilano si ottengono silossani ciclici e lineari che successivamente polimerizzati danno luogo ai polisilossani.
n Si(CH3)2Cl2 + n H2O → [Si(CH3)2O]n + 2n HCl

Il polimero siliconico più comune è il polidimetilsilossano (PDMS).

Polidimetilsilossano

I polimeri siliconici sono utilizzati per numerose applicazioni, in particolare per ottenere le gomme siliconiche, per la cui produzione sono addizionati a silici rinforzanti e come fase stazionaria per colonne cromatografiche a fase mobile liquida (LC; HPLC)

### Policondensazione
Le gomme per policondensazione reticolano anche a temperatura ambiente, in genere con catalizzatori a base di stagno, non sono pertanto soggette a grandi rischi di inibizione o avvelenamento. Tuttavia la reazione è più lenta e sono quindi soggetti a fenomeni di reticolazione ritardata.

Reticolazione per condensazione

Polimerizzazione per addizione di un generico polimero siliconico

### Poliaddizione
La vulcanizzazione per poliaddizione è la tecnologia correntemente utilizzata per le gomme LSR ed è sempre più usata anche per le gomme HTV. Le gomme per poliaddizione reticolano anche a temperatura ambiente con catalizzatori al platino e possono essere soggette a rischi di avvelenamento se poste in contatto con metalli pesanti o altre sostanze, ma la vulcanizzazione è molto veloce e la resa si avvicina al 100%.

### Vulcanizzazione perossidica
Questa tecnologia è ancora molto utilizzata per le gomme HTV ma anche per alcuni tipi di adesivi siliconici industriali (tipicamente formati da una resina ed una gomma siliconiche). Gli agenti di vulcanizzazione utilizzati sono perossidi organici che decomponendosi ad alta temperatura danno luogo al ponte etilenico tra le catene polimeriche. Al termine della trasformazione è spesso necessario un ulteriore processo chiamato post-vulcanizzazione, a causa della presenza di alcuni residui di reazione.
I siliconi ricavati con processo platinico sono invece generalmente più "puliti" ed utilizzati, tra le altre cose, in applicazioni medicali.

### Fotoreticolazione
Ci sono anche sistemi di reticolazione catalizzati dalla luce UV che non richiedono alte temperature.
Uno si basa su siliconi acrilati e reticola mediante meccanismo radicalico, con una reazione piuttosto veloce. Serve però rendere inerte il processo in atmosfera di azoto in quanto l'ossigeno dell'atmosfera causerebbe il blocco della reazione.
L'altro metodo si basa su epossi-siliconi e vulcanizza in presenza di iniziatori cationici e non necessita di atmosfera inerte, tuttavia è più lento e subisce fenomeni di post polimerizzazione. Inoltre è soggetto a potenziale avvelenamento da parte di agenti alcalini presenti nel sistema.

## Le gomme siliconiche
Le gomme siliconiche sono masse polimeriche formulate che con l'aggiunta di opportuno catalizzatore o agente di vulcanizzazione possono essere vulcanizzate sia ad alta temperatura sia a temperatura ambiente per ottenere oggetti di forma definita, con tutte le caratteristiche di una gomma. Esse sono chiamate HTV (High Temperature Vulcanizing) se vulcanizzano ad alta temperatura, e RTV (Room Temperature Vulcanizing) se vulcanizzano a temperatura ambiente.
Sono invece chiamate LSR Liquid Silicone Rubber le gomme siliconiche liquide che sono particolarmente adatte, per la loro bassa viscosità, a essere iniettate in uno stampo e sono in genere costituite da due componenti da miscelare al momento della trasformazione. Il tempo di vulcanizzazione di questi prodotti varia in funzione del tipo di catalizzatore o di agente di vulcanizzazione e della temperatura di processo.

### Caratteristiche
Dal punto di vista chimico i polimeri siliconici sono caratterizzati da due gruppi fondamentali:
- Legami Si-O molto forti (superiori a quelli C-O): questi forniscono inerzia chimica, resistenza alle temperature e ai raggi UV
- Catene organiche flessibili formate da catene funzionali alchiliche (es. metile): questo conferisce flessibilità, bassa viscosità e bassa temperatura di transizione vetrosa.

Per questo le gomme siliconiche hanno la peculiarità di essere notevolmente resistenti alla temperatura, agli attacchi chimici e all'ossidazione, sono ottimi isolanti elettrici, e hanno basse tensioni superficiali. Sono ottimi antiaderenti, elastici, resistenti all'invecchiamento e alle alte temperature.

## Utilizzi
La versatilità dei siliconi li rende utilizzabili nei più disparati settori, ad esempio:
- Adesivi
- Lubrificanti
- Isolanti
- Giocattoli
- Cosmetici
- Settore automobilistico
- Settore aeronautico
- Elettronica
- Promotori di distacco (ad esempio carta siliconata)
- Antischiuma
- Protesi
- Tappi enologici
- Effetti speciali cinematografici
- Sigillature
- Finiture murali
- Accessori e stampi per la cucina
- Colonne cromatografiche
- Sex toys

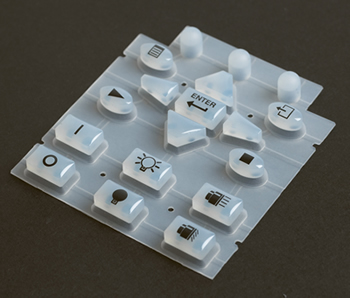
Tastiera in gomma siliconica
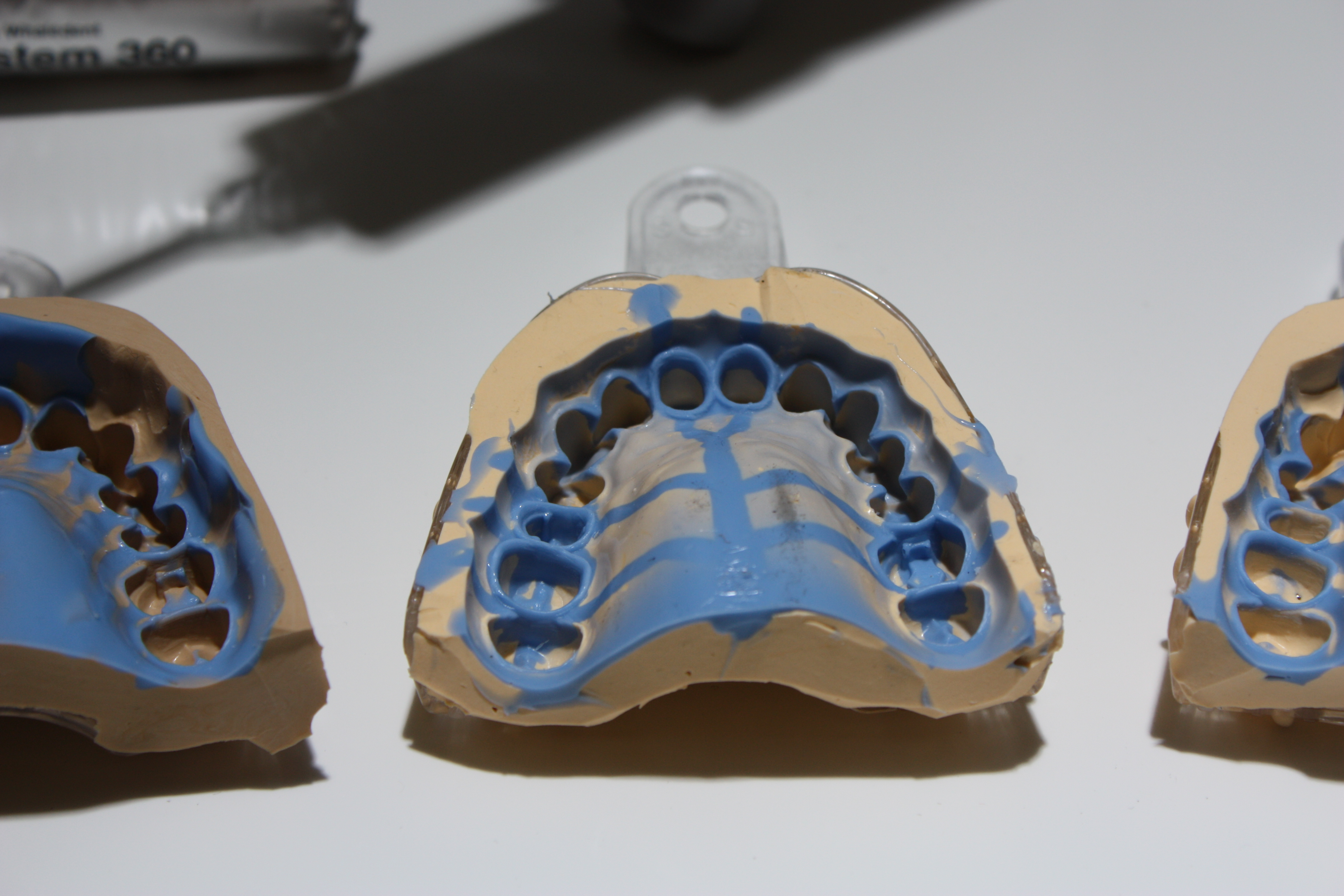
Calco dentario in silicone
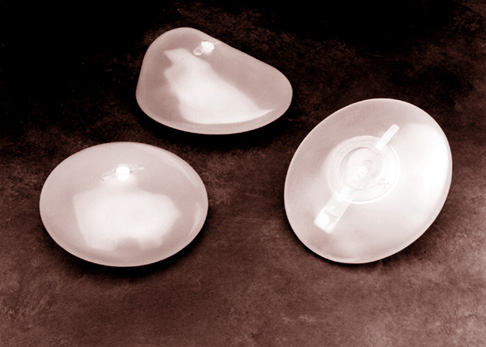
Protesi mammarie in silicone
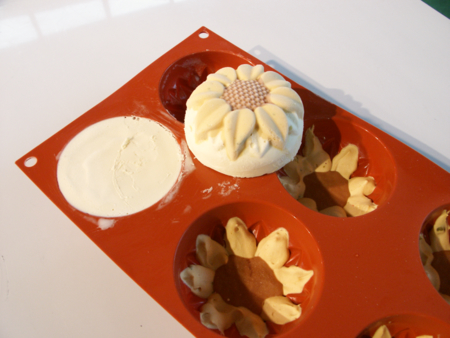
Utilizzo in cucina di stampo in silicone
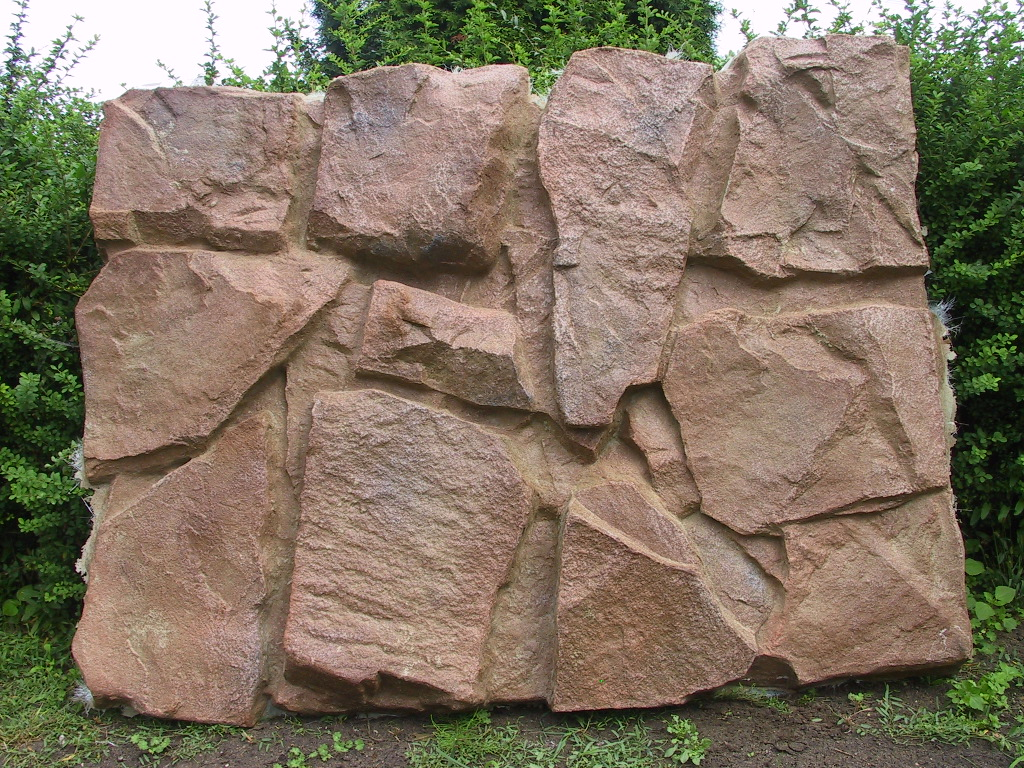
Finto muro in pietra